# Hiob von Schrendeisen

Wappen (nach Jost Amman, 1589)

Hiob von Schrendeisen war von 1526 bis 1538 landgräflich-hessischer Rentmeister in Homberg (Efze) in Nordhessen. Er wurde am 22. Juli 1530 beim Augsburger Reichstag von Kaiser Karl V. in den erblichen Reichsadelsstand erhoben und wurde somit Begründer des kurzlebigen Adelsgeschlechts derer von Schrendeisen.
Hiob entstammte einer Familie, die mindestens seit der Mitte des 15. Jahrhunderts landgräfliche Ministeriale waren. Er war der älteste von drei Söhnen des Kasseler Bürgermeisters Hiob Schrendeisen und dessen Frau Elisabeth von Wildungen, Tochter des Henrich von Wildungen, der in Homberg von 1466 bis 1480 Bürgermeister und von 1485 bis 1524 landgräflicher Rentmeister war. Sein Großvater war der Gudensberger Schultheiß Ludwig Schrendeisen.
Bei seinem Ausscheiden aus dem landgräflichen Dienst im Jahre 1538 belehnte Landgraf Philipp ihn mit der Burg Nassenerfurth, dem dazugehörigen Gut und dem Dorf Nassenerfurth, die er über seine Mutter geerbt hatte.
Hiob von Schrendeisen und seine Frau Gela von Wenings hatten drei Söhne – Wolf, Heinrich und Balthasar – und zwei Töchter – Salome und Anna. Seine Söhne verkauften die Burg Nassenerfurth im Jahre 1590 an Philipp Wilhelm von Cornberg, den außerehelichen Sohn des Landgrafen Wilhelm IV., der sie aber bereits 1594 an seinen Halbbruder, Landgraf Moritz, weiterverkaufte. Die Tochter Anna Schrendeisen war mit Ludwig Feige (1535–1584) verheiratet, Reichskammergerichtsassessor in Speyer der vier hessischen Landgrafen, Rat und Hofgerichtsbeisitzer Landgraf Wilhelms IV. in Marburg. Jener war ein Sohn des hessischen Kanzlers Johann Feige von Lichtenau, und ein Schwager des hessischen Kanzlers Reinhard Scheffer des Älteren. Die Tochter Salome Schrendeisen († 1574) heiratete Johann (Hans) Rückersfeld († 1591), Bürgermeister von Homburg an der Efze, der sich 1575 in zweiter Ehe mit Agnes Hombrecht (Humbracht), aus dem Frankfurter Patriziergeschlecht Humbracht, verheiratete. Dadurch wurde Rückersfeld Mitglied der Frankfurter adligen Patriziergesellschaft Alten Limpurg. Da seine Kinder, darunter Daniel Wilhelm Rückersfeld aus erster Ehe, welcher mit Elisabeth Schrendeisen vermählt war, nicht in Frankfurt lebten, wurden sie keine Mitglieder und so war die Patriziereigenschaft derer Rückersfeld 1591 zu Frankfurt wieder erloschen. Das Geschlecht (von) Rückersfeld ist in Homberg urkundlich zuerst 1332 nachweisbar; dort brachte es im 14., 15. und 16. Jahrhundert Schöffen und auch Bürgermeister hervor. Den Namen entlehnte es von Rückersfeld bei Homberg.